# NGC 3819
NGC 3819 је елиптична галаксија у сазвежђу Лав која се налази на NGC листи објеката дубоког неба.
Деклинација објекта је + 10° 21' 6" а ректасцензија 11h 42m 5,8s. Привидна величина (магнитуда) објекта NGC 3819 износи 14,0 а фотографска магнитуда 15,0. NGC 3819 је још познат и под ознакама MCG 2-30-13, CGCG 68-30, HCG 58D, NPM1G +10.0270, PGC 36311.